# Hugo-Breitner-Hof
Der Hugo-Breitner-Hof ist einer der größten Gemeindebauten in Wien, benannt nach dem Sozialdemokraten Hugo Breitner. Die Anlage (Linzer Straße 299–325, 14. Bezirk Penzing) wurde von 1947 bis 1956 errichtet und liegt südlich der Linzer Straße sowie östlich des Allianz-Stadions (SK Rapid Wien). In der Anlage wohnen etwa 3500 Menschen.

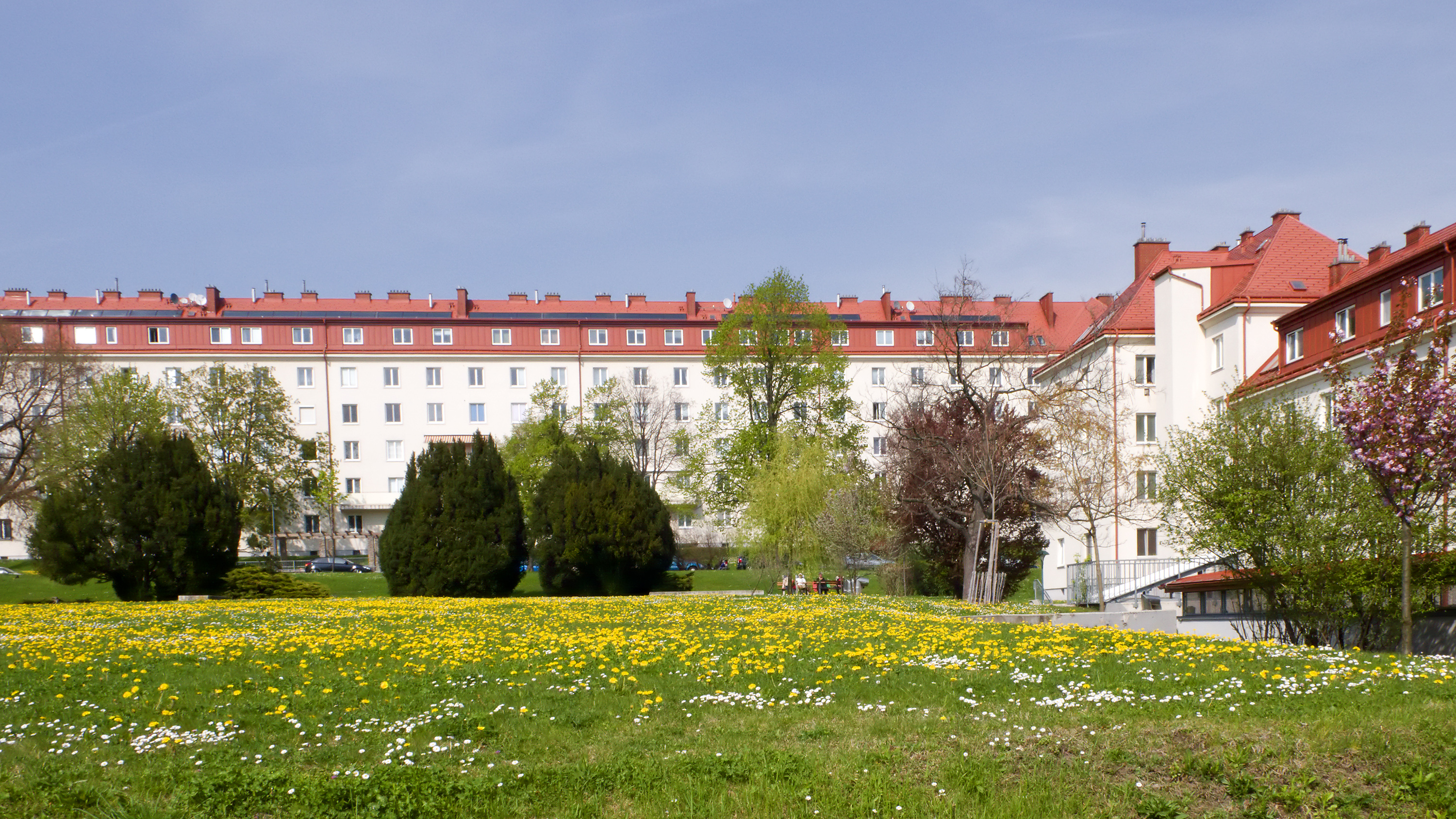
Der Hugo Breitner Hof

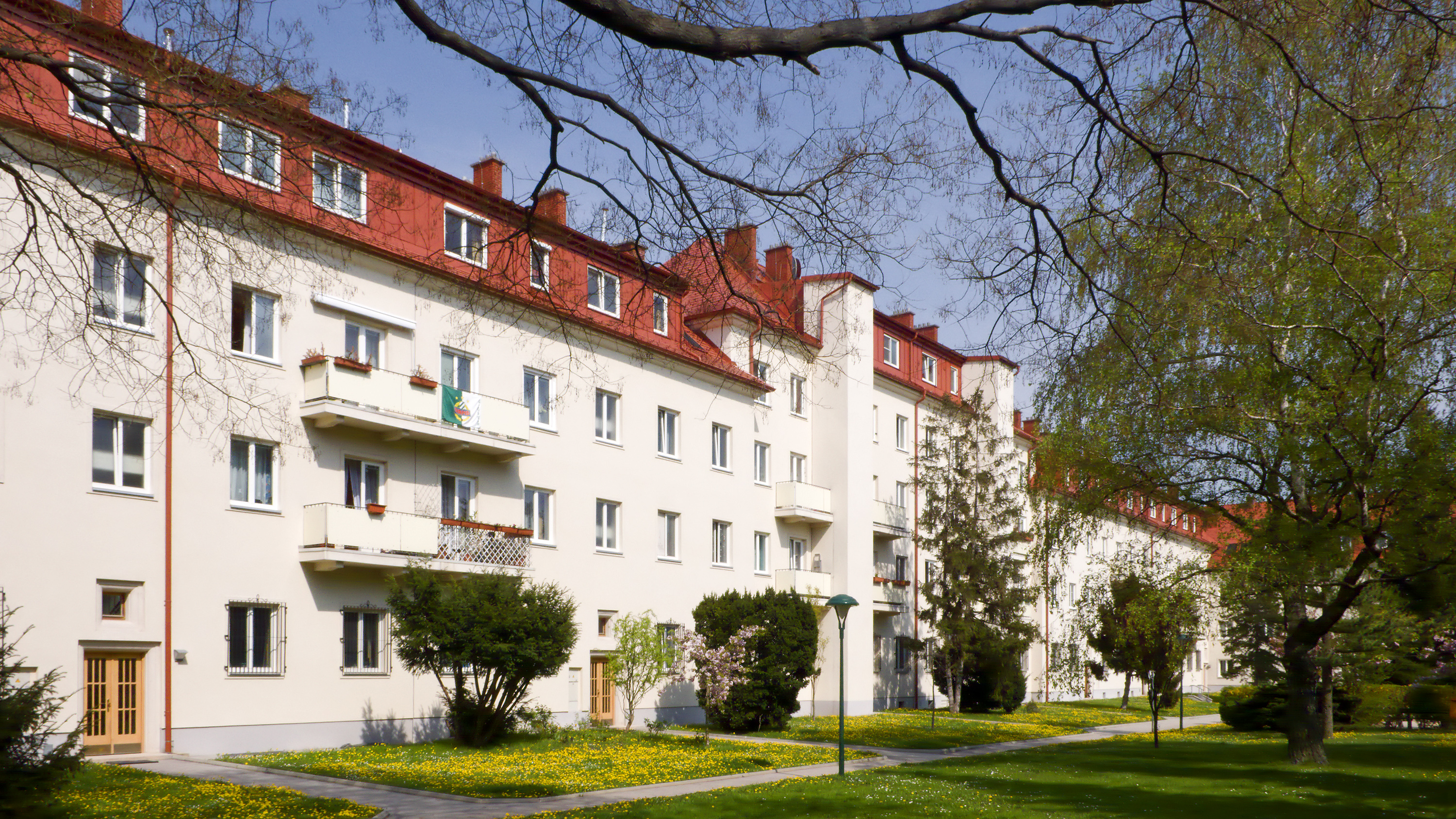
Teil der Wohnhausanlage

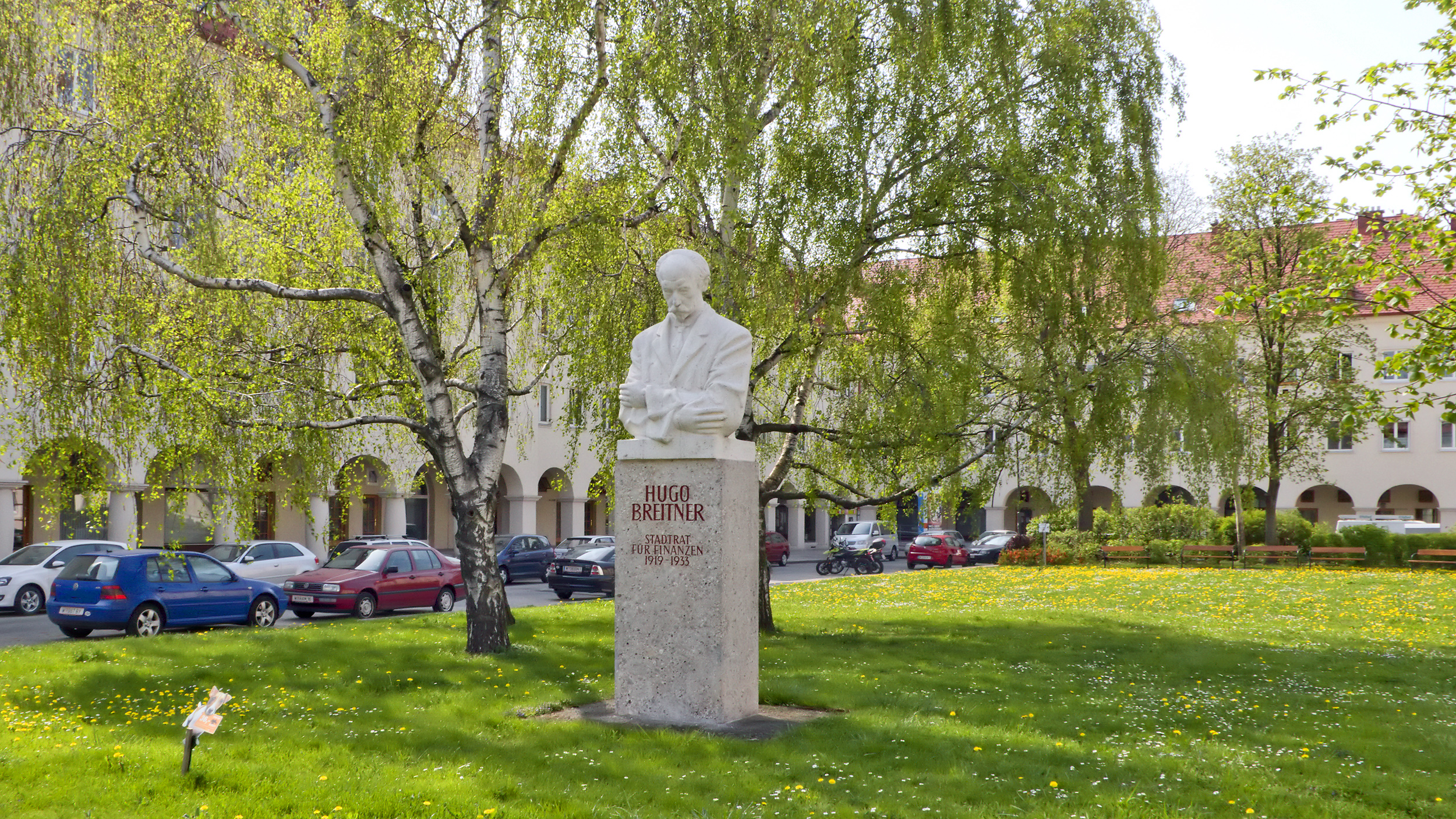
Denkmal für Hugo Breitner

## Geschichte

### Vor der Errichtung
Ab der ersten Hälfte des 12. Jahrhunderts war das Grundstück „Baumgarten, Oberes Gut“ ein landwirtschaftliches Gut unter Grundherrschaft des Stiftes Formbach (Passau). Das Stift verkaufte im Jahr 1790 diese 31 Joch Wiesengrund an die Gemeinde Baumgarten bei Wien. Das angrenzende „Baumgarten, Unteres Gut“ gehörte bis 1848 dem kaiserlichen Waldamt. Aus den Grundherrschaften stammte die Bezeichnung „Herrschaftsfeld“ (heute Hugo-Breitner-Hof) für das Gelände, das bis weit ins 19. Jahrhundert unverbaut blieb.

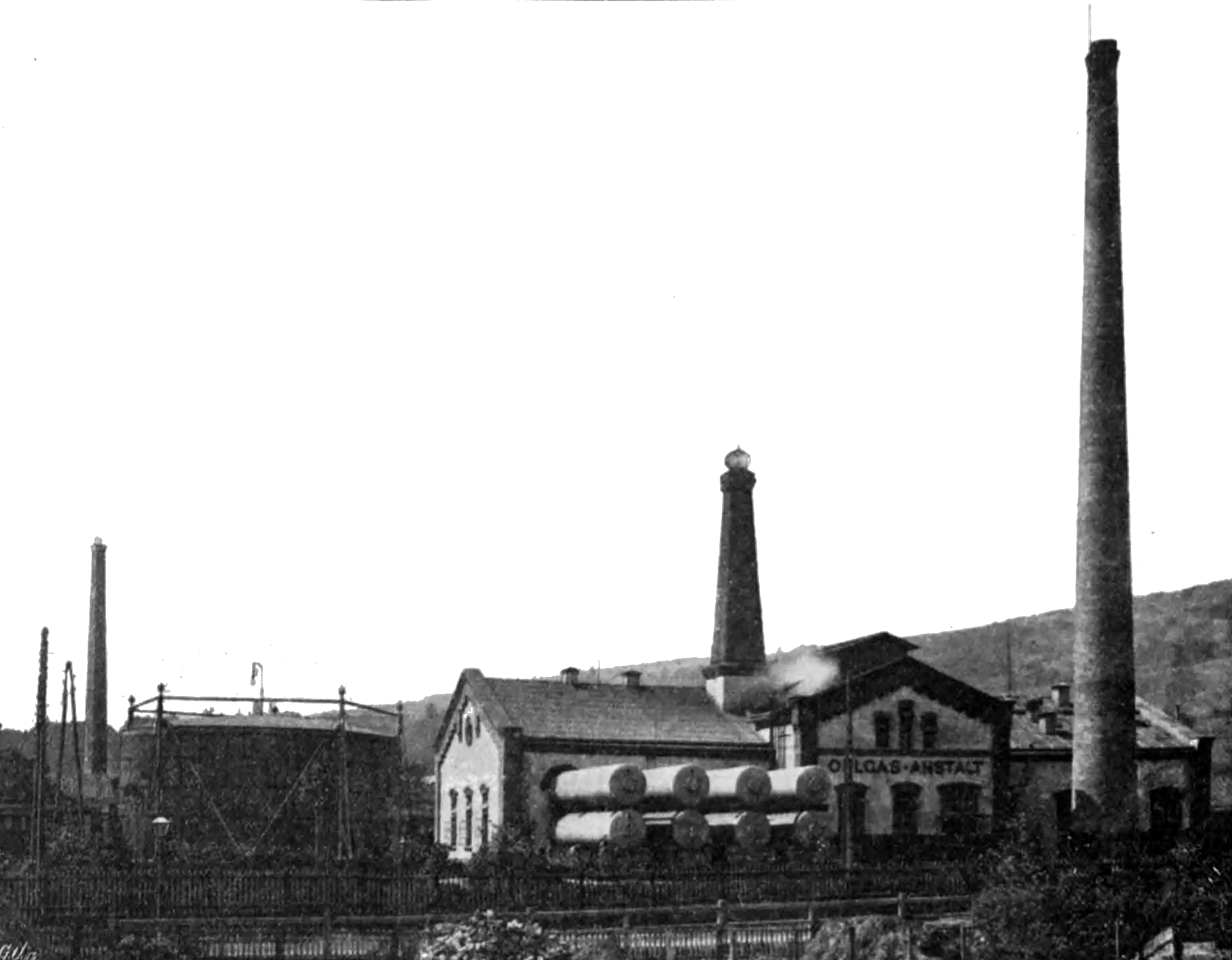
Areal des Bahnhofs Wien-Hütteldorf: Oelgas-Anstalt (errichtet: 1878; hier: um 1902)

Schon der Bau der Westbahn, die 1858 eröffnet wurde, hatte für die ehemaligen Vororte Penzing, Baumgarten und Hütteldorf im Zuge der Industrialisierung große Bedeutung. Aber erst 1878/79 errichtete eine englische Gesellschaft das Gaswerk Baumgarten und die Bahn in unmittelbarer Nähe ein Ölgaswerk für die Waggonbeleuchtung.
Schon kurz nach Beginn des Ersten Weltkrieges 1914 wurde es für die Spitäler immer schwieriger, die stetig ansteigende Anzahl an Verwundeten aufzunehmen. Schließlich wurde 1917 auch auf dem Areal des Herrschaftsfeldes ein Lazarett mit 40 Holzbaracken als „k.u.k. Kriegsspital III Baumgarten“ errichtet.
Bis zum Jahr 1949 befanden sich – als Restbestand des Lazaretts – auf dem Gelände zahlreiche Baracken und Gebäude verschiedener Art und Größe, die teils als Wohnungen für Flüchtlinge und Delogierte verwendet wurden, teils als Betriebs-, Lager- und Werkstätten dienten – das berüchtigte „Baumgartner Barackenlager“. Die Menschen lebten hier unter extremen Bedingungen. In Wohnungen mit Zimmer, Küche und Kabinett lebten bis zu 16 Personen aus unterschiedlichen Familien. Und natürlich gab es auch keine Mietverträge. Die Menschen dort konnten jederzeit aus ihren Behausungen vertrieben werden.

### Planung und Errichtung
Aufgrund der zunehmenden Baufälligkeit der Baracken und der prekären Lebensumstände für die Menschen machte der Landessozialreferent im Februar 1938 den damaligen Wiener Bürgermeister Richard Schmitz nachdrücklich auf die Situation aufmerksam. Eine Kommission sollte die Lage untersuchen. Im Jahr 1939 präsentierten Erwin Fabrici, Georg Lippert, Fritz Purr und Paul Widmann Pläne für ein neues Wohnprojekt anstelle des Barackenlagers. Geplant waren 12 Häuserblöcke mit 142 Stiegenhäusern sowie eine lockere Verbauung mit nur 16,7 Prozent des gesamten Grundstücks. Der Rest war für Grünflächen, Spiel- und Sportplätze, Straßen, Wege und Plätze vorgesehen. Die gartenstadtartige Anlage sollte sich zwischen Linzer Straße, Deutschordenstraße und Cossmanngasse erstrecken.
Planungsbeginn für das Projekt Hugo-Breitner-Hof, das erste große Bauvorhaben der Gemeinde Wien nach dem Zweiten Weltkrieg, war aber aufgrund des „Anschlusses“ und des Krieges erst 1947. Im Oktober 1948 genehmigte der Wiener Gemeinderat das Vorhaben, das auf den Plänen aus dem Jahr 1939 beruhte.
Am 7. Juli 1949 erfolgte die Grundsteinlegung durch Vizebürgermeister Karl Honay, der dabei verkündete, dass auf dem Gelände bald 4.000 Menschen wohnen würden. Bis 1956 wurde die Wohnhausanlage in vier Bauabschnitten errichtet, da die Freimachung des Geländes und die Abtragung der alten Gebäude samt Umsiedlung der Bewohner nur Zug um Zug durchgeführt werden konnte. Der erste Bauabschnitt umfasste 366 Wohnungen, 6 Geschäftslokale sowie eine Werkstatt und kostete rund 27 Millionen Schilling, die Gleichenfeier für den zweiten Bauabschnitt fand am 26. Juni 1951 statt. Auch die kleine Kapelle „Hl. Florian“, die zu Beginn der 1920er-Jahre vom Allgemeinen Wiener Kirchenbauverein inmitten des Barackenlagers errichtet worden war, wurde zu Gunsten der Wohnhausanlage geopfert und abgetragen.
Auf einer Gesamtfläche von 16,3 Hektar entstand in Berücksichtigung der Verbindung zwischen Baukörpern und Erholungsräumen eine richtige Kleinstadt. Von dem Bauland wurden 24.000 Quadratmeter verbaut, aber fast drei Viertel des großen Geländes für die Errichtung von Grünflächen, sowie Spiel- und Sportplätzen für die Jugend verwendet. Für die Kinder wurden ein Kindergarten und ein Hort geschaffen, außerdem wurden insgesamt 28 Geschäftslokale und zehn Werkstätten eingerichtet.
Zur künstlerischen Ausstattung der Wohnhausanlage gehören das Natursteinrelief „Hausbau“ von Erwin Hauer (1954), die Plastik „Mutter mit Kindern“ von Siegfried Charoux (1959) und die Plastik „Die Sterngucker“ von Hilde Uray (1954). Über den Toreingängen befinden sich Reliefs von Franz Barwig d. J., August Bodenstein, Robert Mussi, Oskar Thiede, Robert Ullmann und Ernst Wenzelis. Die Kinderrutschbahn gestaltete Josef Seebacher-Konzut (1954). 1957 wurde hier auch eine von Siegfried Charoux geschaffene Gedenkbüste für Hugo Breitner von Bürgermeister Franz Jonas enthüllt.
Die gesamte Wohnhausanlage wurde am 15. Oktober 1954 von Bürgermeister Franz Jonas feierlich eröffnet.
Die Architektur der Anlage wurde nicht ausschließlich positiv gesehen: „Die städtebauliche Konzeption […] erinnert also an die bekannten Großsiedlungen etwa der Linzer »Hermann-Göring-Werke«. Worüber man sich […] noch mehr wundern kann, das ist die Architektur, der alles Wienerische gründlich ausgetrieben wurde. Der Platz mit der Münchner Arkadierung erinnert eher an eine süddeutsche Kleinstadt. Daß gerade diese Anlage nach dem genialischen Wiener Finanzstadtrat der 1. Republik Hugo Breitner benannt wurde, gehört zur immer wieder erbarmungslosen Ironie der Geschichte.“ (Friedrich Achleitner)

### Sanierung
1999 wurde eine umfassende Sanierung (als so genannte „Sockelsanierung“) der Anlage beschlossen, die vielfach als „Europas größte Sanierungsbaustelle“ bezeichnet wurde. Die 2003 begonnene Umsetzung umfasste u. a. die Wärmedämmung der Fassaden und den Ein- bzw. Zubau von 41 Aufzügen. Im Rahmen der Sanierung wurden aber auch die Dachböden ausgebaut und 199 neue Dachgeschoßwohnungen mit einer Wohnnutzfläche von fast 13.700 m² geschaffen. Die Gesamtkosten der 2007 abgeschlossenen Arbeiten betrugen rund 46 Millionen Euro.
Seit dieser Sanierung verfügt der Hugo-Breitner-Hof auch über die erste Solaranlage in einem Wiener Gemeindebau. Die Anlage versorgt rund 120 der 199 Wohnungen, die beim Ausbau der Dachgeschoße zusätzlich errichtet wurden. Die Sonnenkollektoren erstrecken sich über 280 m² und erzeugen insgesamt 112.000 Kilowattstunden Energie pro Jahr.

## Eckdaten der Anlage
- 126 Stiegen;
- rund 1380 Mietobjekte (hiervon ca. 1270 Wohnungen);
- ca. 72.000 m² Wohnfläche;
- ca. 64.000 m² Grünfläche;
- rund 3500 Bewohner;
- Gesamtbaukosten: 91,2 Millionen Schilling (Zur Zeit der Errichtung).

## Trivia
Anlässlich des legendären Wiener Gipfeltreffens mit dem US-Präsidenten John F. Kennedy wurde auch der Ministerpräsident der UdSSR, Nikita Chruschtschow im Juni 1961 durch diesen Gemeindebau geführt.